# メドニヤンスキ・マリア
メドニヤンスキ・マリア（ハンガリー語: Mednyánszky Mária ハンガリー語発音: [ˈmɛdɲaːnski maːriʲɒ] ( 音声ファイル), 1901年4月7日 - 1978年12月22日）は、ハンガリーの元女子卓球選手。世界卓球選手権で合計28個のメダル（金メダル18個、銀メダル6個、銅メダル4個）を獲得した。世界卓球選手権における18個の金メダル獲得は2018年8月現在で女子選手として史上最多である。1993年に世界卓球殿堂入りし、2015年にはヨーロッパ卓球殿堂入りした。

## 経歴
1901年4月7日、メドニヤンスキ・マリアはハンガリー王国（現ハンガリー）の首都ブダペストで労働者階級の家庭に生まれた。少女時代に両親が相次いで死去したことから若くして職に就くことを余儀なくされ、15歳のときにブダペストにあるハンガロ・イタリアン銀行で銀行員として働き始めた。やがて仕事の休憩時間にレクリエーションとして同僚らと卓球をするようになり、1925年にハンガリーのスポーツソサエティである「ハンガリーアスリートクラブ（ハンガリー語: Magyar Testgyakorlók Köre、略称：MTK）」に加入して本格的に卓球を始めた。当時のMTKには後に世界チャンピオンとなるバルナ・ヴィクトル、メチュロヴィチュ・ゾルタン、サバドシュ・ミクロシュ（いずれもハンガリー）などの有力な卓球選手が在籍していた。
翌年の1926年1月26日、イングランド・ハンガリー・ドイツ・オーストリアの各卓球協会代表がドイツの首都ベルリンで会議を開き、それまで国ごとに異なっていた卓球のルールや用具を国際的に統一すること、および、卓球の国際統括組織として国際卓球連盟（英語: The International Table Tennis Federation、略称：ITTF）を設立することで合意に至る。その年に開催される第1回世界卓球選手権ロンドン大会へ出場するハンガリー代表チームのメンバーにメドニヤンスキは唯一の女子選手として選ばれた。大会で彼女は女子シングルスで優勝、混合ダブルスでもメチュロヴィチュとのペアで優勝し、両種目で世界卓球選手権の初代金メダリストとなった。そして、この大会から1931年のブダペスト大会まで世界卓球選手権の女子シングルスで5大会を連覇した。
世界卓球選手権の女子ダブルスでは1928年のストックホルム大会でオーストリアのファンシェッテ・フラムとペアを組んで金メダルを獲得し、1930年のベルリン大会から1935年のウェンブリー大会までハンガリーのシポシュ・アンナとのペアで6大会を連覇。混合ダブルスでは前述した1926年ロンドン大会のほか1928年のストックホルム大会でもメチュロヴィチュとペアを組んで金メダルを獲得し。1930年のベルリン大会、1931年のブダペスト大会と1934年のパリ大会ではサバドシュとのペアで金メダルを獲得、1933年のバーデン・バイ・ウィーン大会ではハンガリーのケレン・イシュトヴァンとペアを組んで金メダルを獲得した。
このようにしてメドニヤンスキはその競技生活においてハンガリー代表チームのメンバーに29度選ばれ、世界卓球選手権で18個の金メダル、6個の銀メダル、4個の銅メダルを獲得し、合計で28個のメダルを獲得した。世界卓球選手権での18個の金メダル獲得は、2018年8月現在で女子選手として史上最多記録である（詳細は『世界卓球選手権で女子選手が獲得した金メダルの個数ランキング』の節を参照）。また、国際卓球連盟の世界ランキングでは1928年から1932年まで第1位の座を保持した。ハンガリー卓球選手権では女子シングルスで6度、女子ダブルスで7度、混合ダブルスで4度、男子団体で1度、女子団体で4度優勝し、合計で22個の金メダルを獲得している。1936年に35歳でハンガリー代表チームから退いた後も競技生活を続けていたが、聴覚障害が悪化したことから1940年をもって現役を引退した。
現役引退後は1941年から1942年までハンガリー卓球女子代表チームのヘッドコーチを務めたが、その頃には聴覚をほほ完全に喪失していたため、それ以上コーチの仕事を続けることはできなかった。1936年の世界卓球選手権プラハ大会へ出場したときには既に聴覚障害はかなり悪化しており、加えてこの大会の混合ダブルス決勝戦ではチェコスロバキアの観衆が絶えず指笛を吹き鳴らし続けたため、メドニヤンスキは何も聴き取れない状態でプレイせざるを得なかった。しかし、このような聴覚障害に悩まされていたのは彼女だけではない。彼女の息子であるクルチク・ラスロは「卓球のラケットがボールを叩く非常に単調な音の連続により聴覚神経が破壊され、当時は何人もの卓球選手が聴覚障害に苦しんでいた」と語っている。第二の人生で彼女は筆談と習得した読唇術とによって他者との意思疎通を行うことを余儀なくされ、僅かな年金を生活の糧とし庭の手入れを趣味として家族とともに日々を過ごした。
その後、1974年にハンガリー体育省から終身名誉チャンピオンの称号と金メダルを贈られ、初の卓球世界チャンピオンになってから50周年に当たる1976年には、誕生日にハンガリー政府から「ハンガリー人民共和国スポーツゴールドメダル」が授与された。最晩年には深刻な動脈攣縮症のため病院で治療を受けていたが、1978年12月22日にハンガリーのブダペストスポーツ病院にて77歳で死去した。国際卓球連盟の創設者で元会長のアイヴォール・モンタギューはハンガリー卓球協会からの訃報に接してイングランド卓球協会の公式月刊誌『Table Tennis News』1979年2月号に寄稿を行い、メドニヤンスキにまつわる思い出を述懐し彼女が残した業績に賛辞を呈した上で遺族とハンガリーのスポーツ界に弔意を表した。彼女の死後、1993年に国際卓球連盟により世界卓球殿堂が創設されるとその第1回殿堂入りメンバーとなり、2015年にヨーロッパ卓球連合がヨーロッパ卓球殿堂を創設した際にも第1回の殿堂入りメンバーに選出された。
メドニヤンスキは穏やかで物静かな人物だったが、卓球のプレイはパワフルかつ攻撃的であり、相手選手は常に守勢に立たされたためカウンター攻撃を行うことは容易ではなかった。低い構えから産み出される重い横回転のボールは時に相手選手を卓球台の端から端へと吹き飛ばした。実力は有力な男子選手さえも凌駕しており、実際、1932年のハンガリー卓球選手権では所属するMTKの男子チームのメンバーに選ばれて、女子選手でありながら男子団体で金メダルを獲得している。

## 獲得タイトル

### 世界卓球選手権
- 女子シングルス金メダル：1926年、1928年、1929年、1930年、1931年
- 女子ダブルス金メダル：1928年、1930年、1931年、1932年、1933年、1934年、1935年
- 混合ダブルス金メダル：1926年、1928年、1930年、1931年、1933年、1934年

（出典：国際卓球連盟）

### 国際卓球選手権
- オーストリア国際卓球選手権金メダル：1927年、1934年
- イングランド国際卓球選手権金メダル：1932年
- ドイツ国際卓球選手権金メダル：1928年、1930年、1932年

（出典：ヨーロッパ卓球殿堂）

### ハンガリー卓球選手権
- 女子シングルス金メダル：1928年、1929年、1930年、1932年、1933年、1934年
- 女子ダブルス金メダル：1929年、1930年、1932年、1933年、1934年、1936年、1939年
- 混合ダブルス金メダル：1928年、1929年、1933年、1934年

（出典：ハンガリー卓球協会）

### ハンガリー卓球団体選手権
- 男子団体金メダル：1932年
- 女子団体金メダル：1937年、1938年、1939年、1940年

（出典：ハンガリー卓球協会）

### 自己最高世界ランキング
- 国際卓球連盟世界ランキング第1位：1928年 - 1932年

（出典：国際卓球連盟）

## 世界卓球選手権で女子選手が獲得した金メダルの個数ランキング
| 選手                   | 国         | 金 | 銀 | 銅 | 合計 |
| ---------------------- | ---------- | -- | -- | -- | ---- |
| メドニヤンスキ・マリア | ハンガリー | 18 | 6  | 4  | 28   |
| アンジェリカ・ロゼアヌ | ルーマニア | 17 | 5  | 8  | 30   |
| 王楠                   | 中国       | 15 | 3  | 2  | 20   |
| シポシュ・アンナ       | ハンガリー | 11 | 6  | 4  | 21   |
| ファルカシュ・ギゼラ   | ハンガリー | 10 | 9  | 8  | 27   |
| 郭躍                   | 中国       | 10 | 5  | 2  | 17   |
| 張怡寧                 | 中国       | 10 | 2  | 4  | 16   |
| 李暁霞                 | 中国       | 9  | 5  | 2  | 16   |
| 鄧亞萍                 | 中国       | 9  | 5  | -  | 14   |
| 丁寧                   | 中国       | 8  | 5  | 1  | 14   |

- 2018年8月現在の上位10記録を掲載した。

（出典：Table Tennis Guide、国際卓球連盟）

## 関連書籍
- Klucsik László; Klucsik Mari (n.d.) (ハンガリー語). Hosszú az út a halhatatlanok csarnokáig - MEDNYÁNSZKY MÁRIA ÉLETREGÉNYE. Budapest Hungary: ETO-Print Nyomdaipari Kft.. ISBN 963-0602-49-0